# Mount Pulaski
Mount Pulaski è un comune degli Stati Uniti d'America, situato nello Stato dell'Illinois, nella contea di Logan.